# Alexander Paul Ludwig Konstantin von Württemberg

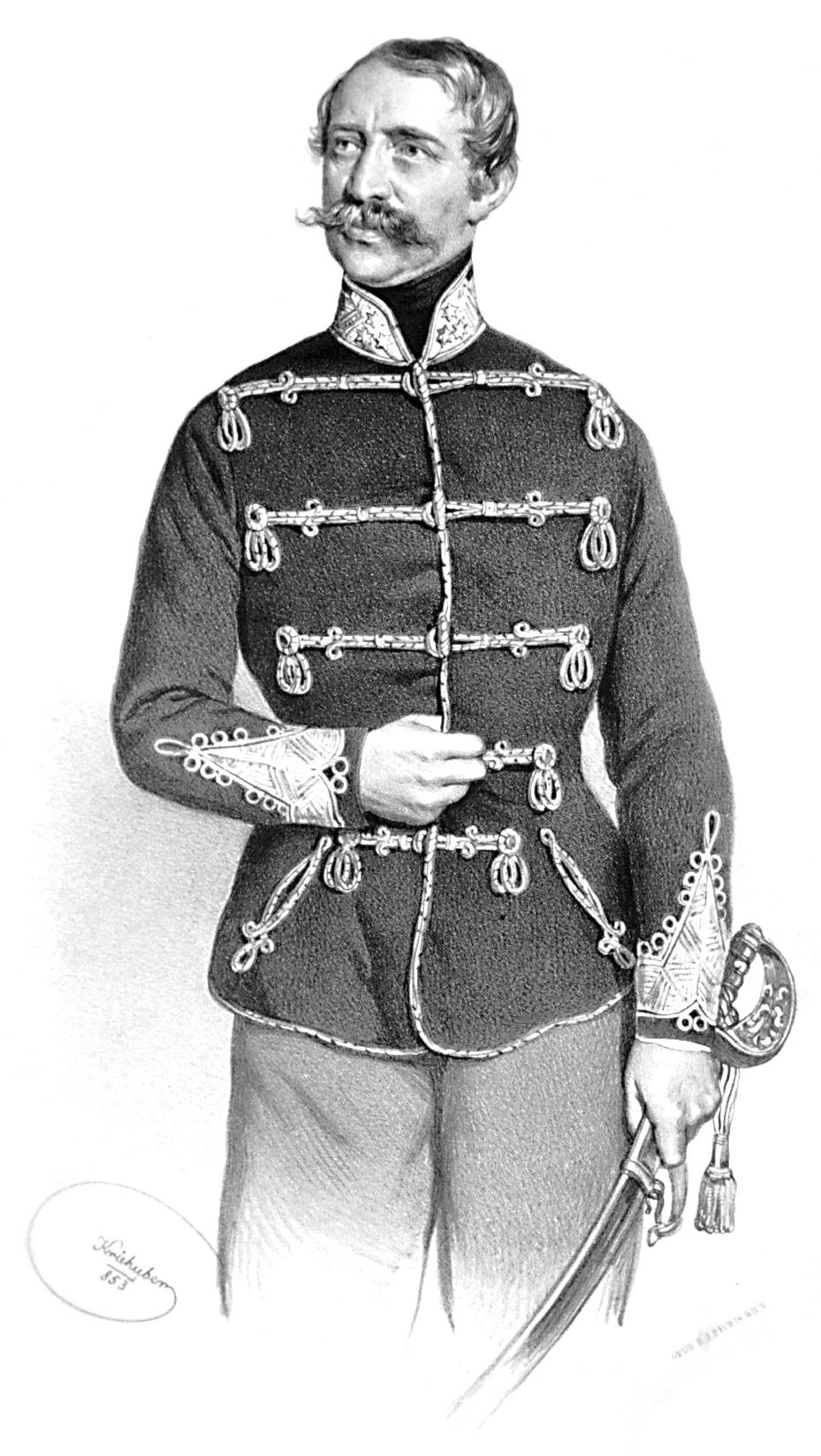
Alexander von Württemberg, Lithographie von Josef Kriehuber, 1853

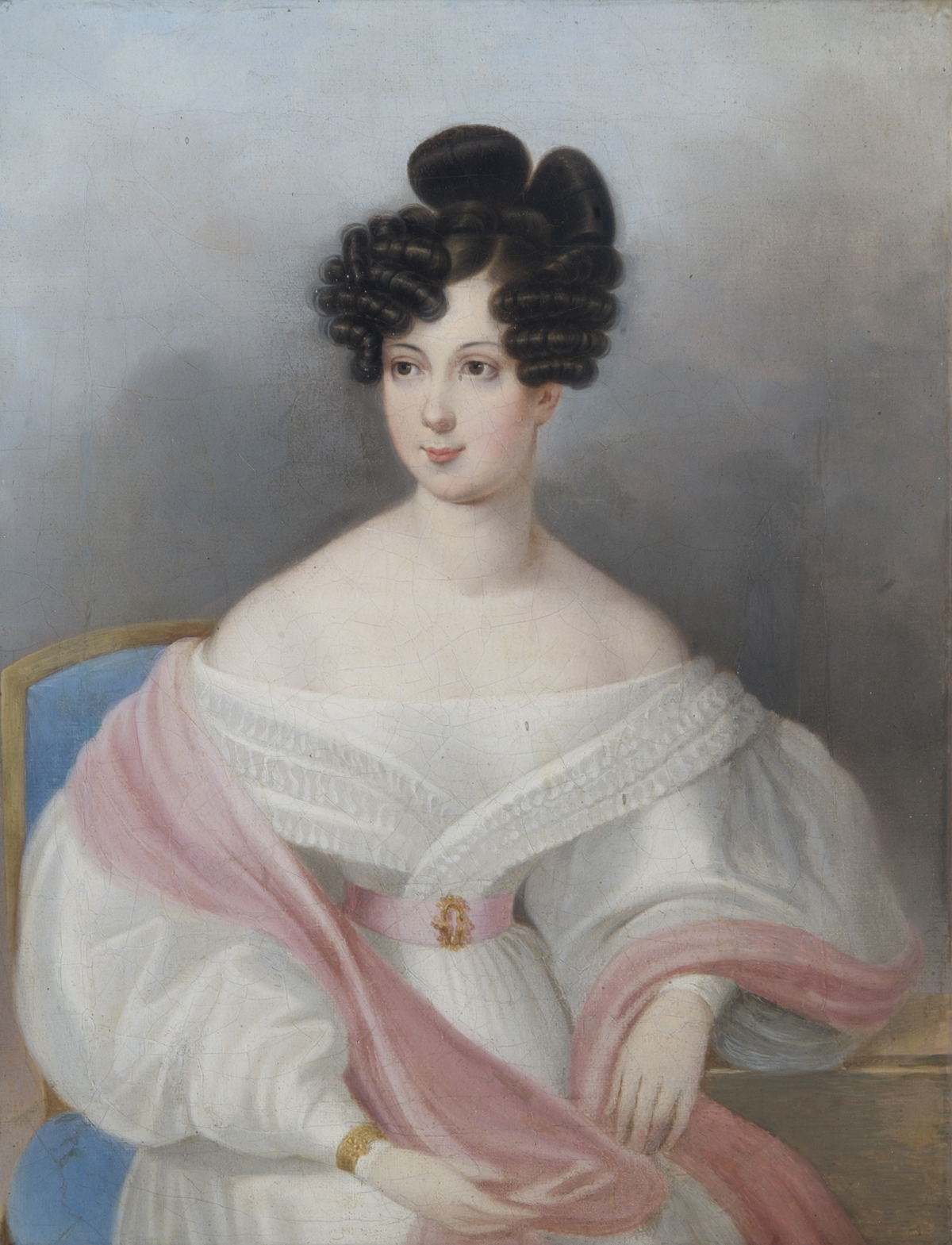
Seine Ehefrau Claudine Gräfin Rhédey von Kis-Rhéde (1812–1841)

Alexander Paul Ludwig Konstantin von Württemberg (* 9. September 1804 in Sankt Petersburg; † 4. Juli 1885 in Tüffer) war ein Prinz von Württemberg und österreichischer General der Kavallerie. Er war der Begründer der württembergischen Nebenlinie der Herzöge von Teck.

## Leben
Alexander war das jüngste Kind des Prinzen Ludwig von Württemberg und dessen zweiter Gemahlin Henriette von Nassau-Weilburg. Er trat sehr jung in die württembergische Armee ein. 1830 wechselte er in österreichische Dienste, wo er 1833 zum Oberst befördert wurde. 1848 kommandierte er eine Kavallerie-Division. 1859 nahm er am Sardinischen Krieg teil. 1850 ernannte ihn Kaiser Franz Joseph I. zum Regimentsinhaber des 11. Husarenregiments, was er bis zu seinem Tod blieb. 1860 trat er als General der Kavallerie in den Ruhestand. 
Wie alle württembergischen Prinzen erhielt Alexander mit seinem 14. Lebensjahr das Großkreuz des Ordens der Württembergischen Krone.

## Familie
Alexander wurde wegen seiner Eheschließung am 2. Mai 1835 in Wien mit der nicht standesgemäßen Claudine Gräfin Rhédey von Kis-Rhéde von der Erbfolge in Württemberg ausgeschlossen. Claudine erhielt den Titel einer Gräfin von Hohenstein. Ihr gemeinsamer Sohn Franz von Teck wurde als „Graf von Hohenstein“ geboren, 1863 zu einem Fürsten von Teck und 1871 zum Herzog von Teck erhoben.
Nach nur sechs Jahren Ehe starb Alexanders Frau tragisch, als sie als Zuschauerin einer Kavallerieübung Alexanders von durchgehenden Pferden in Pettau zu Tode getrampelt wurde. Alexander und Claudine waren die Großeltern von Königin Maria von Großbritannien und Irland und damit die Urgroßeltern der britischen Könige Eduard VIII. und Georg VI.
Sie hatten gemeinsam die folgenden Kinder:
- Claudine (1836–1894)
- Franz (1837–1900), Graf von Hohenstein, Herzog von Teck
- Amalia (1838–1898) – verheiratet mit Graf Paul von Hügel (1835–1897)

## Standesherr
Als Prinz des königlichen Hauses gehörte Herzog Alexander seit 1825 bis zu seinem Tode der württembergischen Kammer der Standesherren an, nahm jedoch nach 1833 nie mehr an deren Sitzungen teil. Er ließ sich aber vertreten, zuletzt 20 Jahre fast ununterbrochen durch Joseph Freiherr von Linden.